# Tokildehypotesen
Tokildehypotesen blev første gang fremsat af teologen H.C. Weisse i 1838. Nogenlunde samtidigt udviklede teologerne Lachmann og Wilke samme hypotese uafhængigt af hinanden og uafhængigt af Weisse. Hypotesen er, at der ligger to kilder til grund for Mattæusevangeliet og Lukasevangeliet. Den ene er Markusevangeliet, mens den anden kilde er en (tabt) talekilde/logiakilde, der fik betegnelsen Q (efter tysk Quelle).
Begrundelsen for tokildehypotesen er, at stort set hele Markusevangeliet findes i Mattæus- og Lukas-evangelierne, og at Markusevangeliet anses for ældst. Endvidere findes der en mængde identiske Jesus-udsagn i Mattæus- og Lukas-evangelierne, og de menes at stamme fra Q. Forskerne har ikke fundet Q, men har forsøgt at lave en rekonstruktion, baseret på Mattæus- og Lukas-evangelierne.
Tokildehypotesen er blevet udvidet til en firekildehypotese: forskere taler for, at særstoffet (det som er unikt for Matthæus og Lukasevangeliet) stammer fra to andre kilder henholdsvis M (Matthæus) og L (Lukas). Firekildehypotesen forudsætter, at evangelisterne ikke selv har tilføjet noget til evangelierne, men udelukkende har benyttet sig af sekundære kilder, der eksisterede ved evangeliernes nedskrivning. Andre forskere har ment, at særstoffet i de to synoptiske evangelier nok nærmere skal tilskrives forfatternes egen kreativitet, end nu tabte kilder.